# Uaiumaras
Os uaiumaras são um grupo indígena que teria habitado a ilha de Maracá e o território entre os rios Mucajaí e Uraricoera, no estado brasileiro de Roraima.